# Xysticus parallelus
Xysticus parallelus là một loài nhện trong họ Thomisidae.
Loài này thuộc chi Xysticus. Xysticus parallelus được Eugène Simon miêu tả năm 1873.